# Pico da Bandeira
Pico da Bandeira (2890 m n.p.m.) – najwyższy szczyt Wyżyny Brazylijskiej i trzeci co do wysokości w Brazylii. Położony w paśmie Serra do Caparaó. Do lat 60. XX wieku uznawany był za najwyższe wzniesienie kraju, ponieważ leżący w Amazonii Pico da Neblina (2994 m n.p.m.) był wówczas niezdobyty i nie miano jasności, czy leży na terenie Brazylii czy Wenezueli.